# Роман (Болгарія)
Ро́ман (болг. Роман) — місто в Врачанській області Болгарії. Адміністративний центр общини Роман.

## Населення
За даними перепису населення 2011 року у місті проживали 2838 осіб.
Національний склад населення міста:
| Національність   | Кількість осіб | Відсоток |
| ---------------- | -------------- | -------- |
| болгари          | 838            | 74,6 %   |
| цигани           | 255            | 22,7 %   |
| турки            | 4              | 0,4 %    |
| інша             | 11             | 1,0 %    |
| не визначились   | 16             | 1,4 %    |
| Всього відповіли | 1124           |          |

Розподіл населення за віком у 2011 році:
Динаміка населення:

## Уродженці
- Нічо Ґеорґієв (1895—1945) — болгарський офіцер, генерал-майор.